# 이채익
이채익(李埰益, 1955년 5월 27일~)은 대한민국의 정치인이다. 민선 2·3기 울산광역시 남구청장을 역임했고, 제19·20·21대 국회의원이다.

## 학력
- 웅상국민학교 졸업
- 개운중학교 졸업
- 브니엘고등학교 졸업
- 울산대학교 사회과학대학 경영학 학사
- 동국대학교 지역개발대학원 행정학 석사
- 울산대학교 대학원 행정학 박사

## 경력
- 영남화학 생산부, 경리부 근무
- 학성건설중기 대표이사
- 1984.: 민주화추진협의회 자문위원
- 1987.: 통일민주당 공채 당직자
- 1991.03: 초대 경상남도 울산시의회 의원
- 울산광역시 수질감시위원
- 울산광역시승격추진위원회 사무처장
- 1995.06: 제5대 경상남도의회.의원
- 1996.01: 통일부 통일교육위원
- 1997.07: 초대 울산광역시의회 의원
- 울산광역시 장애인후원회 회장
- 터울림합창단 단장, 고문
- 고속철도 울산역건설시민연대 집행위원장
- 울산포럼 지방자치분과 위원장
- 1998년 6월 4일: 제2회 전국동시지방선거 당선(민선 2기, 울산광역시 남구청장, 한나라당, 초선)
- 2002년 6월 13일: 제3회 전국동시지방선거 당선(민선 3기, 울산광역시 남구청장, 한나라당, 재선)
- 1998.07~2006.02: 제1~2대 울산광역시 남구청장(민선 1·2기, 한나라당, 재선)
- 1999.02: 전국시장군수구청장협의회 공동회장, 감사
- 울산광역시 구청장군수협의회 회장
- 평생교육 울산노인복지대학 학장
- 통일원 통일교육 전문위원
- 울산 YMCA 장수대학 학장
- 한나라당 정책공약위원
- 전국구청장협의회 간사
- 2006: 울산대학교 총동문회장,부산 브니엘고등학교 총동문회 회장
- 2007: 동아대학교 겸임교수
- 2008: 한국해양소년단 울산연맹 명예연맹장,행정안전부 정책자문위원회 의원
- 2008.12~2011.12: 제2대 울산항만공사 사장
- 2011: 법제처 국민법제관
- 2011.10: 제주-세계7대자연경관 선정 울산범시민추진위원회 부위원장
- 2012년 4월 11일: 대한민국 제19대 국회의원 선거 당선(울산 남구 갑, 새누리당, 초선)
- 2012.05~2016.05: 제19대 국회의원 (울산 남구 갑, 새누리당, 초선)
  - 2012.07~2014.05: 제19대 국회 운영위원회 위원
  - 2013.04~2016.05: 제19대 국회 산업통상자원위원회 위원
  - 2014.06: 제19대 국회 후반기 예산결산특별위원회 위원
- 2012.05~2017.02: 새누리당 울산광역시당 남구 갑 당원협의회 위원장
- 2012.10: (재)세계한민족공동체재단 부총재
- 2012.12: (사)국민성공시대 주최 국민성공대상 대상 수상
- 2013.05~2014.05: 새누리당 원내부대표
- 2013.06: 2013 한국장애인정보화 협회 울산광역시협회 정보화축제
- 2013.07~2014.06: 새누리당 울산광역시당 위원장
- 2015.08~2016.05: 새누리당 정책위원회 민생119본부 부본부장
- 2016년 4월 13일: 대한민국 제20대 국회의원 선거 당선(울산 남구 갑, 새누리당, 초선)
- 2016.05~2020.05: 제20대 국회의원 (울산 남구 갑, 새누리당→자유한국당→미래통합당, 재선)
  - 2016.06~2017.07: 제20대 국회 전반기 산업통상자원위원회 간사
  - 2016.09: 제20대 국회 전반기 예산결산특별위원회 위원
  - 2017.01~2017.12: 제20대 국회 헌법개정특별위원회 위원
  - 2017.07~2018.05: 제20대 국회 전반기 산업통상자원중소벤처기업위원회 간사
  - 2017.12~2018.05: 제20대 국회 청년미래특별위원회 위원
  - 2018.07: 제20대 국회 후반기 행정안전위원회 간사
  - 2018.07~2019.05: 제20대 국회 후반기 예산결산특별위원회 위원
  - 2018.07~2020.05 제20대 국회 후반기 행정안전위원회 위원
  - 2018.10~2019.06: 제20대 국회 후반기 에너지특별위원회 위원
  - 2019.07~2019.08: 제20대 국회 후반기 예산결산특별위원회 위원
- 2016.07~2017.02: 새누리당 정책위원회 부의장
- 2016.08~2017.02: 새누리당 전기요금 당정 태스크포스 공동위원장
- 2017.02~2018.02: 자유한국당 울산광역시당 남구 갑 당원협의회 위원장
- 2017.02~2018.07: 자유한국당 정책위원회 산업통상자원중소벤처기업 정책조정위원장
- 2017.02: 자유한국당 정책위원회 부의장
- 2017.02: 자유한국당 전기요금 당정 태스크포스 공동위원장
- 2017.03: 자유한국당 소상공인특별위원장
- 2017.06: 자유한국당 문재인 정부의 졸속 원전정책 진상규명 및 대책마련 특별위원회 위원장
- 2018.12~2020.02: 자유한국당 울산광역시당 남구 갑 당원협의회 위원장
- 2018.12: 자유한국당 재앙적 탈원전 저지 및 신한울 3,4호기 건설 재개 특별위원회 공동위원장
- 2018.12: 자유한국당 정책조정위원회 제1정조정위원회(법사·행안·운영) 위원장
- 2020.01: 제21대 국회의원 선거 자유한국당 공약개발단 1정책조정위원회 법사·행안·운영 공약 총괄 공동팀장
- 2020.02~2020.04: 미래통합당 우한 폐렴 대책 태스크포스 위원
- 2020.02~2020.09: 미래통합당 울산광역시당 남구 갑 당원협의회 위원장
- 2020.03~2020.04: 제21대 국회의원 선거 미래통합당 울산광역시당 대한민국 바로잡기 선거대책위원회 공동선거대책위원장
- 2020년 4월 15일: 대한민국 제21대 국회의원 선거 당선(울산 남구 갑, 미래통합당, 3선)
- 2020.05~2024.05: 제21대 국회의원(울산 남구 갑, 미래통합당→국민의힘, 3선)
  - 2020.07~2021.08: 제21대 국회 전반기 국방위원회 위원
  - 2020.07~2024.05: 서민금융활성화 및 소상공인포럼 구성의원
  - 2020.07~2024.05: 국가에너지정책 포럼 대표의원
  - 2021.08: 제21대 국회 전반기 문화체육관광위원회 위원
  - 2021.09~2022.05: 제21대 국회 전반기 문화체육관광위원회 위원장
  - 2022.07~2022.12: 제21대 국회 후반기 행정안전위원회 위원장
  - 2022.12~2023.03: 제21대 국회 후반기 행정안전위원회 위원
  - 2023.03~2024.05: 제21대 국회 후반기 국방위원회 위원
- 2020.09: 국민의힘 호남 동행 국회의원 발대식 명예의원(광주광역시)
- 2020.09: 국민의힘 국민통합위원회 부위원장
- 2020.09~2024.01: 국민의힘 울산광역시당 남구 갑 당원협의회 위원장
- 2020.10: 국민의힘 약자와의 동행 위원회 현장동행분과위원
- 2021.10~2021.11: 제20대 대통령 선거 국민의힘 윤석열 대통령 경선 후보 국민캠프 지역본부 권역별 선거대책위원회 부산울산경남 선거대책위원회 선거대책위원장
- 2021.12~2022.01: 제20대 대통령 선거 국민의힘 살리는 선거대책위원회 총괄특보단 종교특보단장
- 2022.01~2022.03: 제20대 대통령 선거 국민의힘 울산을 살리는 선거대책위원회 선거대책위원장단 공동선거대책위원장
- 2022.01~2022.03: 제20대 대통령 선거 국민의힘 윤석열 대통령 후보 직속 총괄특보단 종교특보단장
- 2023.07~2024.05: 국민의힘 울산광역시당 위원장
- 대한민국 국회조찬기도회 회장
- (사)대한민국독도협회 고문
- 2024.01~2024.03: 2024년 상반기 재보궐선거 국민의힘 울산광역시당 공직후보자추천관리위원회 위원장
- 2024.03~2024.04: 제22대 국회의원 선거 6+1 국민승리 국민의힘 울산광역시당 선거대책위원회 총괄선대본부장
- 2024.09~: 한국해운조합 이사장(現)

## 의정 활동
- 국회 산업통상자원위원회 의원
- 국회 운영위원회 위원
- 국회 정치쇄신특별위원회 위원
- 제19대 국회 새누리당 원내부대표
- 새누리당 울산광역시당 위원장
- 새누리당 지역공약실천특별위원회 위원장
- 새누리당 울산시당 울산지방공약특별위원회 위원
- 핵감축을 위한 의원 네트워크(PNND) 간사
- 어린이법을 반대한의원

## 저서
- 나는 울산을 사랑한다
- 내가 꿈꾸는 울산
- 화보로 본 섬김의 20년
- 울산의 꿈 바다에서 찾는다

## 역대 선거 결과
|  | 35.57% |

|  | 42.29% |

|  | 42.60% |

|  | 65.92% |

|  | 36.02% |

|  | 52.54% |

|  | 42.19% |

|  | 53.4% |

## 소속 정당
| 소속 정당 | 소속 정당  | 소속 기간 | 비고           |
| --------- | ---------- | --------- | -------------- |
|           | 통일민주당 | 1987~1990 | 창당 정계 입문 |
|           | 민주자유당 | 1990~1991 | 합당           |
|           | 무소속     | 1991~1995 | 탈당           |
|           | 민주자유당 | 1995      | 복당           |
|           | 신한국당   | 1995~1997 | 당명 변경      |
|           | 한나라당   | 1997~2012 | 합당           |
|           | 새누리당   | 2012~2017 | 당명 변경      |
|           | 자유한국당 | 2017~2020 | 당명 변경      |
|           | 미래통합당 | 2020      | 합당           |
|           | 국민의힘   | 2020~현재 | 당명 변경      |

## 같이 보기
- 남구 갑 (울산)
- 울산 남구의 국회의원
- 울산 남구청장